# William Lee D. Ewing

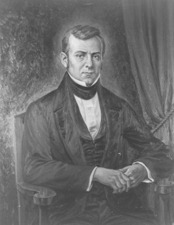
William Lee D. Ewing

William Lee Davidson Ewing, född 31 augusti 1795 i Paris, Kentucky, död 25 mars 1846 i Springfield, Illinois, var en amerikansk demokratisk politiker. Han var den 5:e guvernören i Illinois från 17 november till 3 december 1834 och ledamot av USA:s senat 1835–1837.
Ewing studerade juridik och inledde sin karriär som advokat i Shawneetown. Han tjänstgjorde som överste i Black Hawk-kriget. Han var 1830 ledamot av Illinois House of Representatives, underhuset i delstatens lagstiftande församling. Han var ledamot av delstatens senat 1832–1834.
Guvernör John Reynolds avgick 1834 för att tillträda som ledamot av USA:s representanthus. Viceguvernören i Illinois, Zadoc Casey, avgick samtidigt och tillträdde således inte guvernörsämbetet. Ewing fick vara guvernör de sista dagarna av Reynolds mandatperiod innan Joseph Duncan inledde sin mandatperiod. Senator Elias Kane avled 1835 och guvernör Duncan utnämnde Ewing till senaten till slutet av Kanes mandatperiod.